# Белое (озеро, Мостищенская волость Себежского района)
Белое или Максютинское — озеро в Мостищенской волости Себежского района Псковской области, в 6 км к западу от посёлка Идрица.
Площадь — 2,9 км² (294,0 га). Максимальная глубина — 13,0 м, средняя глубина — 7,2 м. Площадь водосборного бассейна — 7,8 км².
На берегу озера расположена деревня Забелье.
Проточное. Через реки Белый, Островня и Идрица соединяется с рекой Великой.
Тип озера лещово-уклейный. Массовые виды рыб: щука, лещ, плотва, окунь, красноперка, ерш, язь, густера, линь, караси серебряный и золотой, налим, угорь (посажен с 1979 года), карп, пелядь (последние два вида вселялись в озеро на товарное выращивание в конце 1970-х—первой половине 1980-х годов), вьюн, щиповка, пескарь; раки (единично).
Для озера характерны: крутые и отлогие берега, прибрежные леса, есть небольшие заболоченные участки; в литорали и сублиторали — песок, галька, заиленный песок, в профундали — ил, заиленный песок; есть береговые и донные ключи.